# Bahnhof Berlin-Neukölln
A Bahnhof Berlin-Neukölln egy S-Bahn és metróállomás Németország fővárosában, Berlinben a Ringbahn és a berlini metró U-7-es vonalán. Az állomás 1872. január 1-én  nyílt meg, kezelője a DB Station&Service.

## Forgalom
| Járat | Útvonal | Gyakoriság csúcsidőben |
| ----- | --- | ---------------------- |
| ↻ ↺   | Gesundbrunnen – Schönhauser Allee – Prenzlauer Allee – Greifswalder Straße – Landsberger Allee – Storkower Straße – Frankfurter Allee – Ostkreuz – Treptower Park – Sonnenallee – Neukölln – Hermannstraße – Tempelhof – Südkreuz – Schöneberg – Innsbrucker Platz – Bundesplatz – Heidelberger Platz – Hohenzollerndamm – Halensee – Westkreuz – Messe Nord/ICC – Westend – Jungfernheide – Beusselstraße – Westhafen – Wedding – Gesundbrunnen | 05 perc                |
|       | Südkreuz – Tempelhof – Hermannstraße – Neukölln – Köllnische Heide – Baumschulenweg – Schöneweide – Betriebsbahnhof Schöneweide – Adlershof – Altglienicke – Grünbergallee – Flughafen Berlin-Schönefeld | 20 perc                |
|       | Westend – Messe Nord/ICC – Westkreuz – Halensee – Hohenzollerndamm – Heidelberger Platz – Bundesplatz – Innsbrucker Platz – Schöneberg – Südkreuz – Tempelhof – Hermannstraße – Neukölln – Köllnische Heide – Baumschulenweg – Schöneweide – Betriebsbahnhof Schöneweide – Adlershof – Grünau – Eichwalde – Zeuthen – Wildau – Königs Wusterhausen | 20 perc                |
|       | Hermannstraße – Neukölln – Köllnische Heide – Baumschulenweg – Schöneweide – Oberspree – Spindlersfeld | 20 perc                |
|       | Rathaus Spandau – Altstadt Spandau – Zitadelle – Haselhorst – Paulsternstraße – Rohrdamm – Siemensdamm – Halemweg – Jakob-Kaiser-Platz – Jungfernheide – Mierendorffplatz – Richard-Wagner-Platz – Bismarckstraße – Wilmersdorfer Straße – Adenauerplatz – Konstanzer Straße – Fehrbelliner Platz – Blissestraße – Berliner Straße – Bayerischer Platz – Eisenacher Straße – Kleistpark – Yorckstraße – Möckernbrücke – Mehringdamm – Gneisenaustraße – Südstern – Hermannplatz – Rathaus Neukölln – Karl-Marx-Straße – Neukölln – Grenzallee – Blaschkoallee – Parchimer Allee – Britz-Süd – Johannisthaler Chaussee – Lipschitzallee – Wutzkyallee – Zwickauer Damm – Rudow | 4 perc                 |

## Szomszédos állomások
Az állomáshoz az alábbi állomások vannak a legközelebb:
- Bahnhof Berlin Hermannstraße